# Buch, Bayern
Buch är en köping (Markt) i Landkreis Neu-Ulm i Regierungsbezirk Schwaben i förbundslandet Bayern i Tyskland.
Köpingen ingår i kommunalförbundet Buch tillsammans med kommunerna Oberroth och Unterroth.